# Anna Hulačová
Anna Hulačová (* 4. červenec 1984, Sušice) je česká sochařka.

## Život
V letech 2006-2012 vystudovala Akademii výtvarných umění v Praze. Postupně prošla ateliéry Jaroslava Róny a Jiřího Příhody a několik semestrů se paralelně vzdělávala také u vyučujících Ateliéru hostujícího pedagoga (M. Jetelová, Z. Libera, F. Reither, A. Thauberger). Mezi lety 2016-2018 pak na AVU působila jako asistentka Tomáše Hlaviny v Ateliéru sochařství II. V roce 2016 postoupila do finále Ceny Jindřicha Chalupeckého, odkud si odnesla diváckou cenu. První samostatnou výstavu měla v roce 2009 v pražské Galerii Jelení. Následovaly výstavy v NF v Ústí nad Labem (2010), v pražských galeriích 35m2 (2013), Fotograf Gallery a hunt kastner (2015), v Oblastní galerii Liberec (2017), v pražském NoD (2018, spolu s Janou Vojnárovou) nebo v Domě umění města Brna (2021), ale také v galerii Meyer-Riegger v Berlíně (2017), Fondation Louis Vuitton v Paříži a Kunstraum v Londýně (obě 2018), v galerii Pedro Cera v Lisabonu a výstavním prostoru Fluent ve španělském Santanderu (obě 2021). Zastupuje ji pražská galerie hunt kastner. Životním partnerem Anny Hulačové je sochař Václav Litvan. S rodinou žijí a pracují v Klučově u Českého Brodu.

## Dílo
Figurativní sochy Anny Hulačové jsou svébytným amalgámem mnoha různých zdrojů: starověkého umění, místního folklóru i mimoevropského umění, surrealismu, sociálního umění, ale třeba specifických podob socialistického modernismu. Tematicky sledují konflikt mezi přírodou a lidskou civilizací, rurálním a industriální způsobem života nebo alarmující míru současného vykořisťování krajiny. Hulačová využívá a kombinuje celou škálu materiálů: beton, keramickou hlínu, proutí nebo včelí vosk. Do plastik vkomponovává rovněž kresby nebo plošné tisky, větší počet soch často soustředí do vícečetných skupin a nebo je včleňuje do specificky navržených výstavních architektur. "Kombinování přírodních a technických materiálů značí schválnou nejednoznačnost, která je pro interpretaci jejího díla stěžejní. Často uplatňuje dvě sochy, které spolu pomyslně promlouvají. (...) Anna Hulačová tvoří ve snaze zachytit universum, které převádí do lidové podoby, aby bylo snáze pochopitelné. Vyzdvihuje tak spornost, kterou vyvolává počáteční popisností, aby ji posléze v určitých momentech procesu tvorby převedla do abstraktní polohy. Tím divákovi nechává prostor pro vlastní představivost a zároveň jej znejišťuje."